# Goana după cadou
„Doi tați, o jucărie, fără prizonieri (Two Dads, One Toy, No Prisoners)!”
Goana după cadou (în engleză: Jingle All the Way) este un film de Crăciun din 1996 regizat de Brian Levant cu Arnold Schwarzenegger, Sinbad, Phil Hartman, Rita Wilson, Jake Lloyd, James Belushi și Robert Conrad în rolurile principale. Filmul prezintă povestea a doi tați rivali, Howard Langston (Schwarzenegger) și Myron Larabee (Sinbad), amândoi disperați să găsească o figurină de acțiune cu Turbo-Man pentru fii lor pe ultima sută de metri înainte de Ajunul Crăciunului.

## Prezentare
Protagonistul filmului Howard Langston este foarte ocupat cu munca sa și își neglijează fiul. Dar vine Crăciunul, lucru care-l determină pe tată să-și amintească de fiu. Fiul său dorea foarte mult o jucărie cu un super-erou - care era idolul său. Tatăl lui încearcă s-o găsească, dar este prea târziu, această jucărie s-a bucurat de o popularitate incredibilă, toți copii au vrut să o aibă și nu se mai găsește în magazine. Acum, eroul nostru trebuie să găsească timp liber pentru a pleca la vânătoare după jucăria mult dorită de fiul său sperând totodată că astfel l-ar ierta pentru că nu a alocat timp pe care să-l petreacă cu fiul său.

## Distribuție
- Arnold Schwarzenegger este Howard Langston
- Sinbad este Myron Larabee
- Phil Hartman este Ted Maltin
- Rita Wilson este Liz Langston
- Robert Conrad este Ofițer Hummell
- Martin Mull este D.J.
- Jake Lloyd este Jamie Langston
- James Belushi este Moș Crăciun de la Mall
- E.J. De La Pena este Johnny
- Laraine Newman este Prima Doamnă
- Justin Chapman este Billy
- Harvey Korman este Președintele
- Richard Moll ca Dementor
- Daniel Riordan ca Turbo Man
- Jeff L. Deist este T.V. Booster / Păpușarul (ca Jeff Deist)